# Hypodoryctes fuga
Hypodoryctes fuga är en stekelart som beskrevs av Sergey A. Belokobylskij och Chen 2004. Hypodoryctes fuga ingår i släktet Hypodoryctes och familjen bracksteklar. Inga underarter finns listade i Catalogue of Life.